# Gilbert Ducher
Gilbert Ducher (* um 1490 in Aigueperse; † nach 1538) war ein französischer Epigrammatiker, über dessen Leben wenig bekannt ist.

## Leben
Ducher stammte aus Aigueperse in der Auvergne und studierte die Rechte in Toulouse. Anschließend lehrte er am Collège de Lisieux in Paris. 1526 gab er die Epigramme des Martial heraus. 1537 trat er in den Dienst des François Lombard ein. Vor allem ist er für seine eigenen Epigramme in lateinischer Sprache bekannt, die er 1538 bei Sebastian Gryphius veröffentlichte. Von 1538 an war er wahrscheinlich Lehrer am Collège de la Trinité in Lyon. Spätestens von dieser Zeit an gehörte er dem Kreis von Humanisten in Lyon an, zusammen mit Nicolas Bourbon, Jean Visagier, François Rabelais, Étienne Dolet und Maurice Scève.

## Ausgaben
- Gilbert Ducher (Hrsg.): Marci Valerii Martialis Epigrammaton libri XIIII quibus appositus est Index jam primum aeditus. Nicolas Crespin: Pierre Vidoué, Paris 1526.
- Gilberti Ducherii Vultonis Aquapersani Epigrammaton libri duo. Apud Seb. Gryphium Lugduni, 1538, (online) bei gallica.bnf.fr
- Sylvie Laigneau-Fontaine, Catherine Langlois-Pézeret (Hrsg.): Gilbert Ducher, Epigrammes. Éditions Honoré Champion, Paris 2015 (Textes littéraires de la Renaissance, 18). – Rez. von Florence Bistagne, Bryn Mawr Classical Review 2016.05.51